# Anoeta
Anoeta – gmina w Hiszpanii, w prowincji Guipúzcoa, w Kraju Basków, o powierzchni 4,14 km². W 2011 roku gmina liczyła 1830 mieszkańców.
W miejscowości jest przystanek kolejowy Anoeta.